# Microdon rugosus
Microdon rugosus är en tvåvingeart som beskrevs av Mario Bezzi 1915. Microdon rugosus ingår i släktet myrblomflugor, och familjen blomflugor. Inga underarter finns listade i Catalogue of Life.